# Идиот (спектакль БДТ)
«Идиот» — спектакль по мотивам одноимённого романа Ф. М. Достоевского, поставленный Георгием Товстоноговым в Большом драматическом театре. Премьера состоялась 31 декабря 1957 года. Спектакль вошёл в «золотой фонд» российского театра и сыграл исключительную роль в судьбе исполнителя главной роли — Иннокентия Смоктуновского.

## История создания
Придя в феврале 1956 года в некогда знаменитый, но давно забытый зрителями театр, Георгий Товстоногов в течение года был занят главным образом привлечением зрителей в Большой драматический — ставил комедии «Шестой этаж» А. Жери и «Когда цветёт акация» Н. Винникова, «Безымянную звезду» М. Себастиану. В начале 1957-го настало время создания нового БДТ — «театра Товстоногова». Первым программным спектаклем был «Эзоп» по пьесе Г. Фигейредо, вторым должен был стать «Идиот».
Известная инсценировка романа Ф. М. Достоевского, принадлежащая Юрию Олеше (в 1958 году её поставил Театр им. Е. Вахтангова), Товстоногова не удовлетворила, показалась слишком социологизированной; он заказал новую сценическую композицию своему завлиту Дине Шварц и поначалу не собирался ставить спектакль сам, но пригласил из Таллина режиссёра В. Я. Ланге. На роль князя Мышкина был назначен Пантелеймон Крымов, уже создавший вариацию на ту же тему в «Безымянной звезде», — актёр на редкость талантливый, но недисциплинированный. Не явившись на первую репетицию, Крымов исчерпал терпение художественного руководителя и был уволен; замены ему Товстоногов в труппе БДТ не нашёл (хотя заявки на роль подавали многие), Ланге вернулся в Таллин.
Никто в театре, рассказывала Д. Шварц, не хотел мириться с прекращением работы над спектаклем, и некоторое время спустя назначенный на роль Рогожина Евгений Лебедев порекомендовал Товстоногову неизвестного актёра Иннокентия Смоктуновского, с которым вместе снимался в фильме «Шторм». Увидев Смоктуновского в роли Фарбера в «Солдатах», Товстоногов пригласил его в Большой драматический и теперь уже сам взялся за постановку спектакля.
Роль давалась Смоктуновскому крайне тяжело, точнее, не давалась вообще: «Такого мучения в работе, такой трудности, — вспоминал актёр, — я и предположить не мог». Актёры, занятые в спектакле, просили Товстоногова избавить их от взаимодействия «с этой киношной немощью», у которой, кроме замеченных режиссёром «глаз Мышкина», ничего за душой нет. Даже долгая, мучительная работа с актрисой Розой Сирота (позже именно ей, и не без оснований, припишут едва ли главную заслугу в создании образа) оставалась безрезультатной, пока случайная встреча на киностудии «Ленфильм» — с человеком, проведшим 17 лет в сталинских лагерях и страдавшим эпилепсией, — не дала необходимый импульс. «Он просто стоял и читал, — рассказывал Смоктуновский, — но он был в другом мире, в другой цивилизации. Это был одутловатый человек, коротко стриженный. Серые глаза, тяжёлый взгляд. К нему подошла какая-то женщина, что-то спросила. Он на неё так смотрел и так слушал, как должен был бы смотреть и слушать князь Мышкин. […] Я не слышал, как он говорит, но на следующий день на репетиции заговорил другим голосом…»
Спектакль не мог вобрать в себя все сюжетные коллизии романа; на подступах к «Идиоту», пишет Е. Горфункель, Товстоногов считал главной героиней будущего спектакля Настасью Филипповну, что вполне соответствовало традиции инсценировок романа. Смоктуновский в конце концов заставил режиссёра изменить замысел, и годы спустя Товстоногов писал: «Нас не интересовала проблема власти денег в 60-х годах прошлого столетия, нас интересовало другое: Достоевский через образ Мышкина апеллирует к самым сокровенным тайникам человеческой души. От общения с кристально чистым и неизмеримо добрым человеком — князем Мышкиным — люди сами становятся чище и добрее. Доброта Мышкина побеждает многие низменные чувства окружающих его людей…»
Именно такое прочтение романа сделало его актуальным в годы хрущёвской «оттепели». «Положительно прекрасный» герой Достоевского, вернувшийся в Россию из швейцарской психиатрической лечебницы, был для советской сцены, по словам Анатолия Смелянского, не просто новым персонажем — он открывал другую эпоху.
Для нашей сцены пятидесятых годов, — вспоминал сорок лет спустя Борис Зингерман, — князь Мышкин Смоктуновского, возможно, ещё более крупное событие, чем для англичан — Гамлет Скофилда. В русском театре первых оттепельных лет, первых, едва брезжущих надежд главной оказалась трагедия утописта, а не мстителя. Совсем другая, чем у Гамлета, направленность воли. Не покарать, не исправить век насилием, а вдохнуть в испорченное больное общество энергию сострадания, освободить людей от ненавистнических чувств.
Из своей сценической композиции Товстоногов почти полностью исключил философские рассуждения князя; причиной тому была прежде всего несценичность длинных монологов, особенно теоретических. Эту потерю должен был возместить актёр, который, по словам критика, удивительным образом передавал если не теоретизирования Мышкина, то его жизненную философию — в интонациях, жестах, мимике, даже в позах.
Премьера «Идиота» в Большом драматическом состоялась 31 декабря 1957 года; спектакль оформила М.М. Лихницкая, музыку Товстоногов заказал Исааку Шварцу. В глубине сцены, как занавес, опускалась пожелтевшая, похожая на пергамент страница книги; погружаясь в темноту, строчки постепенно таяли, и весь лист с неровно обрезанными краями словно растворялся в воздухе — так начинался этот спектакль.

## Сюжет
Возвращаясь в Петербург после длительного лечения за границей, князь Лев Николаевич Мышкин, молодой человек 26 лет, знакомится в поезде со своим сверстником  Парфёном Рогожиным и узнаёт историю его несчастливой любви к Настасье Филипповне, содержанке князя Тоцкого.
В надежде свести знакомства в обществе Лев Николаевич приходит в дом генерала Епанчина, где узнаёт, что Тоцкий, стремясь избавиться от Настасьи Филипповны, пытается выдать её замуж за секретаря Епанчина Ганю Иволгина, влюблённого в младшую дочь генерала — Аглаю. Князь видит портрет Настасьи Филипповны, его поражает не столько красота, сколько страдание, запечатлевшееся на этом весёлом как будто лице. По совету Епанчина он снимает комнату в квартире Иволгиных, где становится свидетелем визита Настасьи Филипповны, а вечером, без приглашения, является к ней на званый ужин, расстраивает её бракосочетание с Ганей и сам предлагает ей руку и сердце. Но появляется Парфён, и Настасья Филипповна, не желая губить «этакого младенца», уезжает со своим давним поклонником в Москву. Туда же отправляется и князь.
Происшедшее в Москве остаётся за рамками спектакля, лишь из беседы князя Мышкина с Рогожиным при их встрече в Петербурге становится известно, что Настасья Филипповна ушла от Рогожина к князю, но так и не вышла замуж ни за него, ни за Рогожина и в конце концов поселилась одна в Павловске, не отказывая Рогожину, но и не торопясь выходить за него. Рогожин понимает, что Настасья Филипповна любит Мышкина, он пытается убить соперника, но настигающий князя припадок эпилепсии останавливает его руку.
Лев Николаевич отправляется в Павловск; он давно уже испытывает к Настасье Филипповне только жалость, любит Аглаю Епанчину и любим ею, но ревность побуждает Аглаю привести князя к мнимой сопернице для решительного объяснения. Жалость не позволяет Мышкину бросить Настасью Филипповну, Аглая же не прощает ему и минутного колебания.
Ещё надеясь спасти Настасью Филипповну, князь готов жениться на ней, но в день свадьбы она убегает из-под венца с Рогожиным. Приехав на следующий день в Петербург, Лев Николаевич застаёт Рогожина в состоянии, близком к помешательству, а Настасью Филипповну — мёртвой, зарезанной тем же садовым ножом, которым Парфён пытался избавиться от Мышкина. Рассудок князя не выдерживает этого испытания — в финальной сцене он действительно превращается, на глазах у публики, в идиота.

## Действующие лица и исполнители
- Князь Мышкин — Иннокентий Смоктуновкий
- Парфён Рогожин — Евгений Лебедев
- Настасья Филипповна — Нина Ольхина
- Епанчин — Василий Софронов
- Епанчина — Ольга Казико
- Александра — Валентина Николаева
- Аделаида — Людмила Шувалова
- Аглая — Инна Кондратьева
- Ганя Иволгин — Владислав Стржельчик
- Лебедев — Михаил Иванов
- Фердыщенко — Виталий Полицеймако

## Оценки
Спектакль, пишет А. Смелянский, сразу стал легендой: «В критике замелькали непривычные слова совсем не из театрального ряда: „чудо“, „паломничество“, „откровение“». Впоследствии многие — и театральные критики, и режиссёры, и актёры — называли «Идиот» Товстоногова самым сильным театральным потрясением в своей жизни. Впечатление, произведённое спектаклем, и в первую очередь его главным героем, Смелянский характеризует как «театральное явление Христа народу» — явление настолько нежданное, что даже чуткие критики, как Ю. Юзовский, порою пытались ввести смысл спектакля в привычное русло: писали о бесполезности духовных усилий и о том, что начинать надо с изменения общественных и материальных условий…
В этой первой редакции Товстоногов не стремился осовременить Достоевского; он перенёс на сцену все характерные черты авторского стиля: и длинные периоды, и частые повторы, и беспорядочные нагромождения слов, — и тем не менее спектакль завораживал. Иннокентий Смоктуновский после премьеры «Идиота» «проснулся знаменитым»; по свидетельствам очевидцев, он с первого же появления на сцене, в вагоне поезда, убеждал зрителей в том, что Мышкин Достоевского — «такой и другим быть не может». 
…Мышкин, — писал Наум Берковский, — в штиблетах, в оранжевом плащике, в тёмной мягкой шляпе, поёживается от холода, сидя на краю скамьи, постукивает чуть-чуть нога об ногу. Он зябок, нищеват на вид, плохо защищён от внешнего мира. Но сразу же актёр передает нечто самое важное в князе Мышкине: во всей своей нищете он радостен, открыт внешнему миру, находится в счастливой готовности принять всё, что мир ему пошлёт. […] Голос актёра досказывает, что представлено было внешним обликом: голос неуправляемый, без нажимов, курсивов, повелительности или дидактики, — интонации вырываются сами собой, “от сердца”, лишённые всякой предумышленности. […] Всякий диалог — борьба. Диалоги князя Мышкина в исполнении Смоктуновского парадоксальны: борьбы в них нет. Это не диалоги, но желание вторить, найти в самом себе того самого человека, к кому обращена речь, откликнуться ему, втянуться в его внутренний мир.
Кирилл Лавров вспоминал сцену в Павловске, когда Настасья Филипповна с Аглаей «делили» Мышкина, а сам он 15 минут молча стоял в углу — и зрители не могли оторвать глаз от него. На этот спектакль люди приезжали со всех концов Советского Союза — слово «паломничество» не было преувеличением. Как пишет А. Варламова, после знаменитых статей В. Г. Белинского о П. Мочалове в роли Гамлета в истории русского театра трудно вспомнить другой случай, когда бы критика зафиксировала и проанализировала едва ли не каждый момент существования актёра на сцене.
В спектакле был занят звёздный состав тогдашнего БДТ, но Мышкин—Смоктуновский в глазах зрителей затмевал, если не перечеркивал всех, — «Идиот» многими воспринимался как его моноспектакль. Лишь вскользь критики отмечали, что Настасья Филипповна не стала творческой удачей Нины Ольхиной, и разве что Евгению Лебедеву, который играл почти религиозную одержимость любовью, играл на пределе человеческих сил, мучительно пробиваясь от Рогожина «по Ермилову» к Рогожину Достоевского, критики уделяли некоторое внимание. В этом, по мнению Раисы Беньяш, была и вина режиссёра, изменившего ради Мышкина собственным принципам: «Свойственная Товстоногову „оркестровая“ режиссура, не смешивающая и не заглушающая голоса отдельных инструментов, на этот раз перед масштабами главной темы сдалась».
Между тем для самого Товстоногова Рогожин был несомненно вторым главным героем спектакля. Известно, что в первоначальных планах романа персонаж, обозначенный именем «идиот», был наделён рогожинскими чертами, и только в процессе реализации замысла Достоевский разделил своего главного героя на Мышкина и Рогожина, отдав одному «дух», другому «плоть». При этом Рогожин стал, по словам критика, тем условием, без которого князь Мышкин не может существовать. Это враждующие братья, как Карл и Франц Мооры в «Разбойниках» Ф. Шиллера, и тем не менее братья. Тема парности Мышкина и Рогожина, писал Н. Берковский, отчётливо присутствовала в спектакле Товстоногова, особенно в заключительной сцене, где князь и Рогожин представали братьями, примирившимися в общей беде: «Смоктуновский проник в страшную тайну князя — у князя голос морального соучастника в убийстве, увы, какими-то путями собрата Рогожину и в этой казни, совершенной над Настасьей Филипповной».

## Дальнейшая судьба. Вторая редакция
В конце 1960 года Иннокентий Смоктуновский покинул театр, князя Мышкина некоторое время играл Игорь Озеров, но жил товстоноговский «Идиот», как писала Татьяна Доронина, скорее за счёт легенды, и в конце концов спектакль пришлось снять с репертуара; осталась от него только аудиозапись — в виде радиокомпозиции, с «текстом от автора» в исполнении Ефима Копеляна.
Весной 1966 года «Идиот», с участием Смоктуновского, был ненадолго возобновлён для гастролей в Англии и во Франции. От прежнего состава в новой редакции остались только исполнители двух главных ролей; Нина Ольхина уже играла генеральшу Епанчину, а Настасью Филипповну — Татьяна Доронина и Эмма Попова; Владислав Стржельчик был теперь Епанчиным, в роли Гани Иволгина его сменил Олег Борисов, и во всех отношениях это был уже другой спектакль. Вместо прежних трёх актов их стало два, и внутреннее напряжение возросло; в первой редакции театр больше дорожил эпохой Достоевского, теперь стремился перенести драму ближе к настоящему времени. Облик Смоктуновского изменился за прошедшие годы, в его Мышкине не было прежней «бесплотности», изменились интонации, и сам он уже не казался пришельцем из будущего: «Человек будущего, — писал Давид Золотницкий, — превратился в человека настоящего. В этом есть утраты. В этом есть откровения современной ценности».
Вторая редакция создавалась на исходе «оттепели», и новый Мышкин Смоктуновского был, по словам Бориса Тулинцева, обогащён опытом Гамлета, сыгранного актёром двумя годами раньше в фильме Г. Козинцева. Не было прежней доверчивой расположенности к людям; как Гамлет, он словно испытывал окружающих, о которых — уже не интуитивно, но по горькому опыту — знал всё; и его простодушие казалось теперь такой же маской, как безумие Гамлета. Вера в людей сменилась «безумной надеждой»: а вдруг должное всё-таки не произойдёт?. Если Мышкин первой редакции казался сошедшим со страниц романа Достоевского, то во второй, писал критик, перед зрителями предстала «его вариация, разработка, как в музыке, где прежняя лирическая тема внезапно приобретает совершенно иной характер». По свидетельству Дины Шварц, вторую редакцию «Идиота» восторженно принимали те, кто видел спектакль впервые; у поклонников первой, «конечно, срабатывала сила первого впечатления».